# 唐户
唐户（からと，karato）为日本山口县下关市內之町名。饮食店及观光地等之集中地。

## 观光、购物

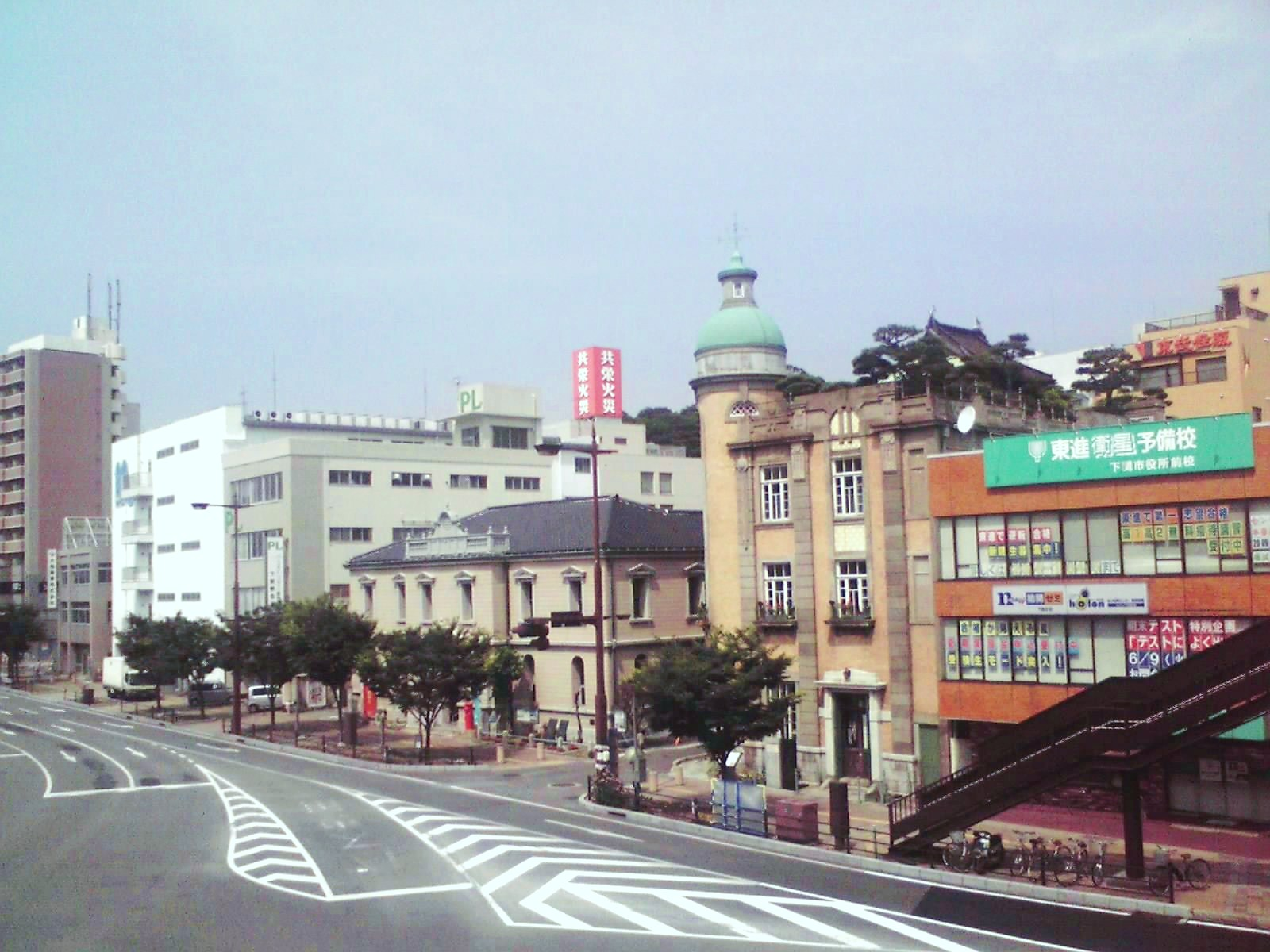
下关市南部町（2009年6月17日拍攝）

### 观光
- 海响馆（Kaikyokan，水族馆）
- 火之山公园（268.2m）
- 关门桥（橋長1068米）
- 巖流島
- 坛之浦（坛之浦之战）
- 唐户怀旧地区
  - 旧秋田商会大楼（建于1915年，下关观光信息中心）
  - 下关南部町邮局（建于1900年）
  - 旧英国领事馆（建于1906年、国家指定重要文化财）
  - 山口银行别馆 （建于1920年，旧三井银行下关分行、旧百十银行总行）
  - 下关市役所第一别馆（建于1923年）
- 赤间神宫（建于1191年）
- 春帆樓
- 龟山八幡宫（建于859年）

### 购物
- 唐户商店街
- 唐戶市場（鱼市）
- kamonwharf（海岸商店街，主要有具有下关特色的饮食店。）
- Sunlive唐户（超市）
- 唐户 Terminal Building

## 公共施設
- 下关市役所
- あるかぽーと开发区（阿鲁卡埠头）

## 交通
铁路
- 最接近的铁路车站是JR下关站。

公交车
- SANDEN交通（公交车站名：唐户或海响馆）

国际飞船
- 下关港国际站（Shimonoseki Port International Terminal），前往中华人民共和国山东省青岛、苏州太仓和韩国釜山的渡轮航行。

## 关联项目
- 下关市
- JR下关站
- JR新下关站
- 丰前田